# جکی گالووی
جکی گالووی (انگلیسی: Jackie Galloway؛ زادهٔ ۲۷ دسامبر ۱۹۹۵) ورزشکار تکواندو اهل ایالات متحده آمریکا است.
وی در مسابقات کشوری و بین‌المللی در مجموع برندهٔ ۴ مدال طلا، ۲ مدال نقره و ۴ مدال برنز شده‌است.